# The dB's
The dB's zijn een Amerikaanse rockband, die begin jaren 1980 voor het eerst op de voorgrond trad. De bandleden zijn Peter Holsapple, Chris Stamey, Will Rigby en Gene Holder. Hoewel de leden allemaal uit Winston-Salem, North Carolina komen, werd de band in 1978 in New York opgericht. In 2012 voltooide de band zijn eerste nieuwe studioalbum in 25 jaar en het eerste in 30 jaar met de oorspronkelijke bezetting.

## Bezetting
Huidige bezetting
- Peter Holsapple
- Chris Stamey
- Will Rigby
- Gene Holder

Voormalige leden
- Rick Wagner
- Jeff Beninato
- Harold Kelt
- Eric Peterson

## Geschiedenis
In 1977 speelde Stamey basgitaar met Alex Chilton in New York en nam (I Thought) You Wanted to Know op met Television-gitarist Richard Lloyd. Een van de laatste nummers, ondersteund door If and When (waarop Rigby en Holder speelden), werd in 1978 uitgegeven, toegeschreven aan Chris Stamey en de dB's. Holsapple kwam in oktober 1978 bij de band, nadat hij vanuit North Carolina naar New York was verhuisd. Hun tweede single Black and White werd uitgegeven in 1980 door Shake Records. Het Britse label Albion Records bracht hun eerste album Stands for Decibels uit in januari 1981, met lovende kritieken maar met een verwaarloosbare verkoop. Volgens Trouser Press putte de band uit pop en psychedelica uit de jaren 1960 en uit popbands uit de jaren 1970 als Big Star, maar de songs van de componisten Stamey en Holsapple waren te onderscheidend om alleen hun inspiratiebronnen te kopiëren. Terwijl Holsapple bedreven was in het componeren van vrij conventionele deuntjes zoals Big Brown Eyes en Bad Reputation, waren Stamey's songs, zoals Spionage en Tearjerkin' wat experimenteler en eigenzinniger.
Ze brachten het tweede album Repercussion uit bij Albion in 1982 en brachten ook singles uit zoals Judy. Deze twee albums werden later opnieuw uitgebracht op één compact disc. Stamey verliet de band na het tweede album en vervolgde een carrière als soloartiest en producent. De band nam vervolgens het derde album Like This op, dat in 1984 werd uitgebracht. De band had eindelijk een Amerikaanse platendeal gesloten bij Bearsville Records, maar door distributieproblemen liep het album grote vertraging op en Bearsville stopte hetzelfde jaar. Rick Wagner voegde zich bij de band op basgitaar en Holder wisselde naar leadgitaar. The Sound of Music, hun laatste album voordat ze uit elkaar gingen, werd in 1987 uitgebracht met bassist Jeff Beninato uit New Orleans, oprichter van het New Orleans Musicians Relief Fund. Het album kraakte de Billboard 200 en bereikte #171. Beninato nam deel aan de volgende tournee. Holder verliet de band om zich bij The Individuals aan te sluiten en Eric Peterson werd gerekruteerd op leadgitaar, nadat hij tijdelijke gitarist/toetsenist Harold Kelt had vervangen. Verschillende albums zijn uitgebracht nadat The dB's waren ontbonden. Line Records stelde Stands for Decibels en Repercussion samen met toevoeging van twee bonusnummers, eerst in 1992 als First/Repercussion van The dB's en vervolgens in 1999 als Neverland. Ride the Wild Tom-Tom, uitgebracht in 1993 door Rhino Records, verzamelde demo's, vroege opnamen en singles. Paris Avenue, in 1994 uitgegeven door Monkey Hill Records, was een postuum album van de laatste bezetting, gebaseerd op demotapes uit de afnemende dagen van de band.
Na het uiteenvallen van The dB's werkte Holsapple als sideman en diende hij als fulltime hulpgitarist en toetsenist voor R.E.M. voor vier jaar, beginnend met de Green World Tour en doorlopend tot het album Out of Time uit 1991. Na het verlaten van R.E.M. toerde hij met Hootie & the Blowfish en voegde zich vervolgens bij de Continental Drifters. Hij bracht het soloalbum Out of My Way uit in 1997. Stamey heeft zes soloplaten uitgebracht en heeft als producent gewerkt. In 1985 werd het mini-kerstalbum met kerstthema uitgegeven door Coyote Records, toegeschreven aan de Chris Stamey Group with Special Guests the dB's. Het werd later uitgebreid tot een cd met 17 nummers in 1993, kreeg als titel Christmas Time Again en bevatte bijdragen van Mitch Easter, Ryan Adams, Marshall Crenshaw, Don Dixon en anderen en vervolgens opnieuw als een cd met 21 nummers in november 2006. Rigby speelde drums voor Steve Earle en anderen en Holder bleef opnemen en produceren. In 1991 werden Stamey en Holsapple herenigd (niet onder de naam van The dB's) als een duo om het album Mavericks op te nemen.
De klassieke bezetting van The dB's werd in 2005 herenigd en speelde twee shows in Chicago en twee in Hoboken (New Jersey). Ook in 2005 nam de band een cover op van het nummer What Becomes of the Brokenhearted uit 1966 ten voordele van het New Orleans Musicians' Relief Fund. Bowery Ballroom in New York contracteerde The dB's in januari 2007 en in februari 2007 trad de band op in Cat's Cradle in Carrboro, North Carolina. In maart 2012 speelden Holsapple, Stamey, Rigby en Mitch Easter (in de plaats van Holder) op South by Southwest. Falling Off the Sky, hun eerste nieuwe studioalbum in decennia, werd in juni 2012 uitgebracht door Bar/None Records.

## Discografie

### Studioalbums
- 1981: Stands for Decibels (Albion Records)
- 1982: Repercussion (Albion Records)
- 1984: Like This (Bearsville Records)
- 1987: The Sound of Music (I.R.S. Records)
- 1994: Paris Avenue (Monkey Hill Records)
- 2012: Falling Off the Sky (Bar/None Records)

### Ep's
- 1981: Amplifier (Albion Records)
- 2013: Revolution of the Mind (Orange Sound)

### Singles
- 1978: (I Thought) You Wanted To Know als Chris Stamey & the dB's (Car Records)
- 1980: Black and White (Shake Records)
- 1981: Dynamite (Albion Records)
- 1981: Big Brown Eyes (Albion Records)
- 1981: Judy (Albion Records)
- 1982: Neverland (Albion Records)
- 1982: Living a Lie (Albion Records)
- 1984: Love Is for Lovers (Bearsville Records)
- 1987: I Lie (I.R.S. Records)
- 2011: Picture Sleeve (Orange Sound)

### Compilatiealbums
- 1986: Amplifier (Dojo Records)
- 1992: dB's First/ Repercussion (Line Records)
- 1993: Ride the Wild Tom-Tom (Rhino Records)
- 1999: Neverland (Line Records)